# Libro de los secretos (siriaco)
El Libro de los secretos, con el título completo de Libro de Hieroteo sobre los misterios ocultos de la Casa de Dios, es un tratado en idioma siríaco que se conserva en un único manuscrito copiado en el siglo XIII (actualmente en la Biblioteca Británica, Add MS 7189). La obra es seudónima y su autor es conocido convencionalmente como Pseudo-Hieroteo. Ha sido identificado tentativamente con Esteban bar Sudaili.

## Fecha y autoría
La obra afirma haber sido compuesta en el siglo I d. C., por un tal Hieroteo que fue discípulo de San Pablo y maestro de Dionisio Areopagita. Pero, al igual que las obras que se presentan bajo el nombre de Dionisio, es indudablemente seudónima, y la mayoría de los escritores siríacos que la mencionan la atribuyen a Esteban. Al autor del Libro de Hieroteo se le denomina a veces Pseudo-Hieroteo, así como a su seguidor, Dionisio Areopagita, se le llama Pseudo-Dionisio Areopagita para diferenciarlos de las figuras bíblicas.

## Resumen
Una discusión y resumen del libro fueron ofrecidos por Arthur Frothingham (Stephen bar Sudhaili, Leiden, 1886), pero el texto no fue editado hasta la edición de F. S. Marsh de 1927. A partir del análisis de Frothingham sabemos que la obra consta de cinco libros; tras describir brevemente el origen del mundo por emanación del Bien Supremo, se ocupa principalmente de la descripción de las etapas por las que la mente retorna a la unión con Dios, quien finalmente llega a ser todo en todo. Para describir el contenido en pocas palabras: al principio encontramos la afirmación relativa a la existencia absoluta, y la emanación desde la esencia primordial de los universos espiritual y material; luego viene, lo que ocupa casi toda la obra, la experiencia de la mente en busca de la perfección durante esta vida. Finalmente llega la descripción de las diversas fases de la existencia a medida que la mente asciende hacia la unión completa con, y la absorción última en, la esencia primitiva. La clave de la experiencia de la mente es su identificación absoluta con Cristo; pero el Hijo finalmente entrega el reino al Padre, y toda existencia distinta llega a su fin, perdiéndose en el caos del Bien (Frothingham, p. 92).
Una de las características más distintivas de la obra es la habilidad con que el lenguaje de la Biblia se interpreta conforme a su teología panteísta. En esto y en otros aspectos el libro armoniza bien con la imagen de la enseñanza de Esteban que ofrece la carta de Filoxeno a los sacerdotes edesenos Abraham y Orestes (Frothingham, pp. 28–48). El Libro de Hieroteo es probablemente una obra siríaca original, y no una traducción del griego. Su relación con la literatura seudodionisiana es una cuestión difícil; probablemente Frothingham (p. 83) va demasiado lejos al sugerir que fue anterior a todos los escritos seudodionisianos (cf. Ryssel en Zeitschrift für Kirchengeschichte).

## Manuscritos conservados
El manuscrito único en el que sobrevive el Libro de Hieroteo proporciona junto con su texto el comentario hecho sobre él por Teodosio, patriarca de Antioquía (887–896), quien parece haber simpatizado con su enseñanza. Una reorganización y abreviación de la obra fue realizada por el gran autor miafisita Bar Hebraeus (1226–1286), quien expurgó o tergiversó gran parte de su enseñanza heterodoxa. La copia que él usó es el manuscrito que ahora se conserva en la Biblioteca Británica.